# 雷托维尔
雷托维尔（法語：Réthoville，法語發音：[ʁetɔvil]）是法国芒什省的一个旧市镇，属于瑟堡区。2016年，雷托维尔与邻近的3个市镇合并为新市镇滨海维克。

## 地理
雷托维尔（49°41'47"N, 1°21'28"W）面积3.43 平方千米，位于法国诺曼底大区芒什省，该省份为法国西北部沿海省份，西、北、东北三面环大西洋，东起顺时针与卡爾瓦多斯省、奧恩省、马耶讷省和伊勒-维莱讷省接壤。
与雷托维尔接壤的市镇（或旧市镇、城区）包括：滨海内维尔、滨海维克、托克维尔、瓦鲁维尔。

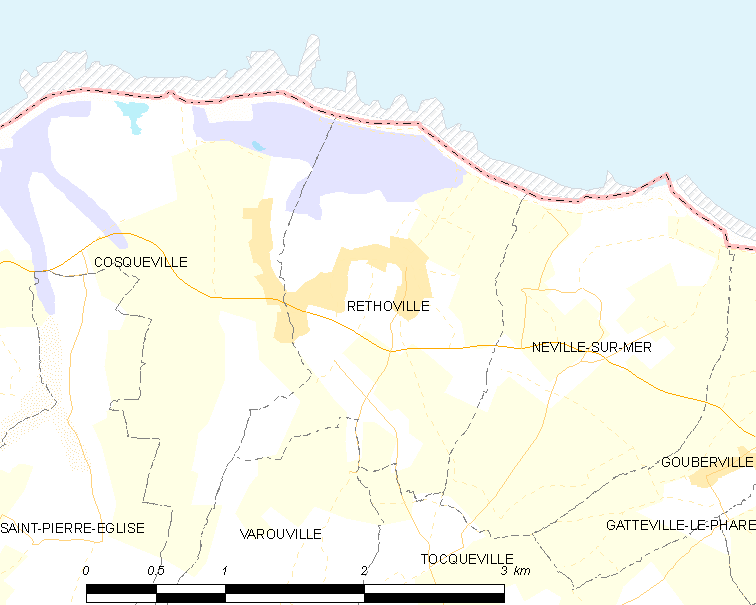
雷托维尔的OSM定位图

雷托维尔的时区为UTC+01:00、UTC+02:00（夏令时）。

## 行政
雷托维尔的邮政编码为50330，INSEE市镇编码为50432。

## 政治
雷托维尔所属的省级选区为赛尔河谷县。

## 人口

1962-2008年间雷托维尔人口变化图示

雷托维尔于2018年1月1日时的人口数量为132人。